# Сражение на Монокаси
Сражение при Монокаси (англ. Battle of Monocacy, или сражение при перекрёстке Монокаси) произошло 9 июля 1864 года на окраине Фредерика, штат Мериленд, в годы американской гражданской войны. Силы Конфедератов под командованием генерала Джубала Эрли, нанесли поражение федеральным войскам генерала Лью Уоллеса. Сражение было частью рейда Эрли через Шенандоа в Мериленд, когда он пытался отвлечь федеральные войска от осажденной в Петерсберге армии генерала Ли. Так как Эрли двигался прямо на столицу Федерации, то сражение вошло в историю как «битва, которая спасла Вашингтон».

## Предыстория
В ответ на рейд Эрли, федеральный генерал Улисс Грант 6 июля 1864 года выделил две бригады из VI корпуса, численностью 5000 человек и передал их под командование Джеймса Рикеттса. До прибытия этих частей единственными федеральными войсками между Эрли и Вашингтоном были 2 300 человек Лью Уоллеса. Очень немногие из этих людей имели боевой опыт.
Агенты Балтиморско-огайской ж/д сообщили о признаках движения Эрли 29 июня. Эти разведданные и иные донесения были доставлены Уоллесу президентом железной дороги Джоном Гареттом, информатором Севера. Не зная, куда двинется противник, на Балтимор или Вашингтон, Уоллес полагал, что должен задержать их движение вплоть до прибытия подкреплений.
…
Положение Уоллеса улучшилось, когда он узнал о прибытии первых частей VI корпуса под командованием генерала Рикеттса. Они достигли Балтимора и были по ж/д переброшены на реку Монокаси. В субботу 9 июля объединенные силы Уоллеса и Рикеттса, численностью около 5 800 человек, заняли позиции у мостов и бродов. Высокий восточный берег реки образовывал естественное препятствие. Часть солдат поместили в двух блокгаузах и в немногочисленных траншеях.

## Сражение
Дивизия генерала Конфедерации Стефана Рамсера столкнулась с отрядами Уоллеса на дороге Джорджтаун-Пайк около фермы Беста. Дивизия генерала Роберта Родса встретила федералов на шоссе. Полагая, что фронтальная атака через Монокаси приведет к большим потерям, Эрли послал кавалерию Джона МакКаусланда по Бакейстаунской дороге, чтобы найти брод и ударить противнику во фланг. Конфедераты прорвали линию обороны около брода Маккинней-Вортингтон и атаковали левый фланг Уоллеса. Самый горячий бой того дня произошел тогда, когда южане напали на ветеранов Рикетта у изгороди, разделяющей фермы Вортингтон и Томас.
Федералы отчаянно дрались за позицию, но противник имел численное превосходство и утрата позиции была только вопросом времени. Тройная атака дивизии Джона Гордона отбросила Рикетта к шоссе, где он встретил отступающие части северян, которые весь день сражались с Рамсером и Родсом.

## Последствия
К концу дня федералы отступили к Балтимору, оставив за собой 1 294 убитых, раненых и пленных. Позже генерал Уоллес приказал собрать тела убитых на поле, похоронить их, воздвигнув монумент с надписью: «Эти люди погибли, спасая столицу, и они спасли её.»
Путь на Вашингтон был открыт. Армия Эрли победила при Монокаси, но ценой потери 700 или 900 человек и одного дня времени. На следующее утро южане двинулись вперед и в полдень понедельника Эрли подошел к форту Стивенс в округе Колумбия. Эрли мог видеть в бинокль Капитолий. Однако, изучив мощные укрепления форта Стивенс, он предпочел не нападать. В тот день, 11 июля, произошла небольшая артиллерийская и ружейная перестрелка, которая продлилась до 12 июля. 13 июля Эрли повернул назад и перешел Потомак, отправившись в Вирджинию, в Уайт Ферри.